# 星を追う子ども
『星を追う子ども』（ほしをおうこども）は、新海誠監督のアニメーション映画。2011年5月7日公開。

## 概要
『秒速5センチメートル』から4年ぶりとなる新海の4作目の劇場用アニメーション映画。制作に2年をかけており、2010年11月に製作が発表された。ロンドン滞在中に脚本を書いており、幼い頃に読んだ児童書（『ピラミッド帽子よ、さようなら』乙骨淑子）がモチーフの一つとなっている。
これまでの新海誠作品とはかなり異なる作風となっており、ファンタジー要素がより強く、アクションシーンもこれまでより増えている。声優も知名度の高い人物を多く起用している。また、新海曰く「今回の『星を追う子ども』ではジブリ作品を連想させる部分が確かにあると思うのですが、それはある程度自覚的にやっているという部分もあります」。今作では「日本のアニメの伝統的な作り方で完成させてみる」ことを個人的な目標にしていたという。
公開を記念しGYAO!とバンダイチャンネルで新海誠の過去の映像作品が無料配信された。『秒速5センチメートル』が公式にWeb配信されるのはこれが初となる。また、劇場リピーターキャンペーンとして、チケット半券2枚を劇場で提示すると特製ポスターをプレゼントされた。
現実世界の時代設定は1970年代。旅の舞台となる地下世界を「アガルタ」と呼称しているが、これは先述の『ピラミッド帽子よ、さようなら』からの引用である。また、この名称は『ほしのこえ』でも登場しており、そちらでは「シリウス星系第4惑星」となっていて全く別の場所である。
- 第34回アヌシー国際アニメーション映画祭の長編コンペティション部門ラインナップ選出
- 第8回中国国際動漫節「金猴賞」優秀賞受賞

## ストーリー
幼い頃に父を亡くした明日菜は、母と二人で暮らしている。仕事で家を空けがちな母に代わって家事をしながら、近くの山に自分で作った秘密基地で、父の形見である石を使った鉱石ラジオを聞いたり、猫のような動物のミミと遊んで日々を過ごしていた。ある日、秘密基地へ向かう途中、見たこともない怪獣に襲われたところを「アガルタ」から来たという少年・シュンに助けられる。翌日、秘密基地で再会し仲良くなった二人はまた会う約束をするが、後日シュンが遺体で発見される。
シュンの死に実感が湧かない明日菜は、新任教師の森崎の授業で聞いた「死後の世界」に強い興味を抱く。世界各地には地下世界の伝承が残り、シュンが故郷であると語ったアガルタもその一つで、そこには莫大な富や死者の復活すら可能にする技術があるという。
その日の帰り道、明日菜は秘密基地でシュンに瓜二つの少年・シンと出会う。彼は兄が持ち出したアガルタへの道の鍵となる石「クラヴィス(clavis)」を回収しに来ていた。するとそこに武装した兵隊と森崎が現れる。森崎はアガルタの秘密を狙う組織「アルカンジェリ」の一員だった。しかし、アガルタへの入り口を見つけた森崎は組織を裏切る。彼の目的はアガルタで亡妻・リサを蘇らせることであった。シュンが遺したクラヴィスを回収したシンはアガルタへと去り、残された明日菜も森崎についていくことを決め、ミミを加えた二人と一匹は、広大な地下世界を旅することとなる。
アガルタには、地下とは思えぬ大自然と、神々が乗る船「シャクナ・ヴィマーナ」が空に浮かぶ幻想的な風景が広がっていた。しかし見つかる集落は廃墟ばかりで人影はない。アガルタは幾度となく侵攻してきた地上人の手によって荒廃し、衰退の一途を辿っていた。
数日後、明日菜は闇に棲む「夷族（イゾク）」によって攫われる。地上人との交わりを嫌う彼らは明日菜と、地上人との混血である少女・マナを殺そうとしていたが、そこへシンが現れ二人を助け出す。シンは明日菜の父の形見「クラヴィスの欠片」を奪う使命を帯びていた。しかし逃げる途中、夷族によってシンが深手を負ってしまう。
森崎と合流した明日菜らはアモロートの村に辿り着き、マナの祖父の計らいで一晩だけ休ませてもらう。世界の果て「フィニス・テラ」、その崖下にある「生死の門」まで行けば死者を甦らせることができると話したうえで、老人は死者の復活を過ちだと諭そうとするが、森崎は生きることに消極的になっているアガルタの現状を批判する。
二人はマナやミミに別れを告げ、フィニス・テラへと旅立つが、程なくして村から追っ手が走り出る。彼らは夷族と同じく、アガルタ衰退の原因となった地上人を忌み嫌い、殺害しようとしていた。これまでの二人を見てきたシンは、アガルタは命の儚さを知りすぎているが故に滅ぼうとしているのではないかと老人に問い、追放を覚悟で明日菜達を助けに向かう。
フィニス・テラに辿り着いた森崎は一人崖を降りていくが、明日菜は断崖絶壁を前にして引き返してしまう。これまでの出来事を反芻するうちに、アガルタに来たのは自分の寂しさを埋めるためだと気づく明日菜。夜の闇の中、夷族に追い詰められた彼女のもとにシンが再び駆けつける。森崎の後を追うことを決めた明日菜とシンは、フィニス・テラの下にある死地へ向かうケツァルトルの力を借りて崖の下へと到達した。
先んじて生死の門にたどり着いた森崎は、クラヴィスの欠片を使い、シャクナ・ヴィマーナにリサの復活を請う。だが願いと引き換えにリサの依代となる生贄を求められ、森崎は後を追ってきた明日菜を選び、また自らの右目を奪われてしまう。明日菜を救うためにシンはクラヴィスを破壊するとリサは消え、シャクナ・ヴィマーナも去っていった。夢の中でシュンと別れを告げて目覚めた明日菜は、殺してくれと嘆く森崎を抱きしめた。その後、森崎はシンと共にアガルタに残ることを選び、明日菜は二人に別れを告げ、地上へと帰っていった。

## 登場人物
渡瀬 明日菜（わたせ あすな）【アスナ】
声 - 金元寿子
本作の主人公。山間育ちで母と2人暮らしの少女。11歳。明朗で行動的だが、自分の居場所はここではないかのような言いようのない感覚にとらわれ、同級生たちともどこか距離を置いてしまう多感な一面も持っている。
鉱石ラジオから聞こえる不思議な歌を聴いたことをきっかけに、地下の世界へと赴く。旅の中で森崎に父の姿を重ねるなど互いに絆を深めていくが、フィニス・テラを前に別離。決意を新たに森崎を追った先で、リサの依り代に選ばれてしまうも、シンの奮闘で目を覚ます。
また劇中でははっきりと語られていないものの、明日菜の父の形見である石がクラヴィスの欠片であることから、明日菜はアガルタ人の父と地上人の母との混血であることが示唆されている（コミックス版で判明している）。
シュン・クァーナン・プラエセス
声 - 入野自由
アガルタから来た少年。病に侵されながらも地上に憧れ、最期に一目地上を見ようと扉を抜けてきた。明日菜と触れ合うが、間もなく遺体となって見つかる。明日菜がラジオで聴いた歌声の主。
シン・クァーナン・プラエセス
声 - 入野自由
シュンの弟。兄が持ち出したクラヴィスを回収する使命を帯びて地上にやってくる。使命は果たすも森崎と明日菜のアガルタへの進入を許し、明日菜が持つクラヴィスの欠片を奪うべく二人を追う。夷族の手から逃れる際に傷を負うが、明日菜や森崎に手当てを受けた「借り」を返すため、フィニス・テラへの到達に助力する。気丈に振る舞っているが、シュンの死に胸を痛めている。
森崎 竜司（もりさき りゅうじ）【モリサキ】
声 - 井上和彦
明日菜のクラスの臨時担任。アガルタの秘密を探る組織・アルカンジェリに所属し、階級は中佐。亡き妻・リサとの再会を願ってアガルタへの入口を探していた。かつては軍人として外国の戦地で任務についていたため、銃器等の扱いにも長けている。フィニス・テラの底でリサの依り代を求められて困惑するが、直後に現れた明日菜、さらに自らの目を引き換えに妻との再会を果たす。シンの介入で復活は失敗、悲嘆に暮れるもアガルタに残り生きることを決める。
ミミ
声 - 竹内順子
アスナによく懐いている小さな猫。アスナを先導するような不思議な行動をとる。アモロートの村で明日菜のもとを離れ、間もなくその命を終える。
明日菜の母
声 - 折笠富美子
病院に勤める看護婦。
森崎 リサ
声 - 島本須美
森崎の妻。体が弱かったため、既に亡くなっている。シャクナ・ヴィマーナの力によって、明日菜の体を依り代に蘇ったが、シンに復活を中断される。消え去る間際、微笑みながら森崎の幸せを願った。
アモロートの老人
声 - 大木民夫
マナの祖父。さらわれた孫を送り届けた明日菜たちを、周囲が反対する中で一晩だけ家に招き入れる。アガルタに伝わる死者を甦らせる方法などについて詳しい。
マナ
声 - 日高里菜
アガルタに住む4歳の女の子。父親が地上人、母親がアガルタ人のハーフだが、母親を亡くして以後、喋ることができない。夷族にさらわれた先で明日菜と出会う。明日菜らが去った後に残ったミミを可愛がっていたが、その死に際して成長を感じさせる。
セリ
声 - 伊藤かな恵
カナン村の少女。使命によって村を発つシンを気遣う。
僧兵隊長
声 - 浜田賢二
アモロート村の僧兵。明日菜ら地上人を敵視し、命を狙う。
長老
声 - 勝倉けい子
カナン村の長老。シンにクラヴィスの回収を命じる。
明日菜の父
声 - 前田剛
明日菜が幼い頃に亡くなっている。明日奈への形見となった石がクラヴィスの欠片であることから、シュンと同様に地上世界に出てきたアガルタ人の可能性がある。
池田先生
声 - 水野理紗
明日菜のクラスを受け持つ女性教師。産休をとるため森崎に担任を引き継ぐ。
矢崎 ユウ
声 - 稲村優奈
明日菜の友達。
ミキ
声 - 寺崎裕香
明日菜の同級生。
生徒
声 - 金田アキ、洞内愛、堀籠沙耶、土屋真由美、齋藤智美
村人
声 - 又村奈緒美、長浜満里子、石橋美佳、緑川博子、本城雄太郎、下崎紘史、増田俊樹、大藪重樹、本道崇、藤原和博

## 劇中用語
クラヴィス
鉱石。アガルタの扉を開けるカギとなる。ラテン語で「鍵」という意味。
アガルタ
太古の神々と一部の人々が移り住んだ地下世界。人を蘇らせるなどの太古の技術を持つ。命の儚さを達観し滅びゆく定めに抗わず、アストラムと融合することを望みとする。かつて地上人との交流で侵略を受けたことにより地上人との交流を拒絶している。
アルカンジェリ
アガルタの存在を知る人間組織。アガルタの技術で人間世界をより良い方向へ導くことを目標としアガルタの入り口を探している。森崎には「空虚なグノーシス主義者たち」と評される。
ヴィータクア
太古の水。浮力がほとんどなく、肺に満たすことにより液体呼吸が可能となる。アガルタはヴィータクアの底に存在する。
シャクナ・ヴィマーナ
アガルタの空に浮かぶ神々が乗るとされる船。
夷族（いぞく）
光と水を嫌う呪われた種族。今ある世界を保とうとする仕組みの一つであり、そのため交わりを嫌い、明日菜やマナを襲った。
ケツァルトル
太古の地上にて人類を導いた神。人類が成長し、 自分たちが役目を終えたことを知ると、小数の人間たちとともに地下世界へもぐった。その後はアガルタの門番をしている。死んだ生き物たちをその身に取り込み、そして最期に自分たちが死を迎えるときにすべての記憶を残し世界に響く唄を歌う。 世界のどこかでそれは永遠に保存されているとされる。明日菜が鉱石ラジオでその唄を拾った。

## スタッフ
- 原作・脚本・監督 - 新海誠
- 脚本協力 - 松田沙也
- キャラクターデザイン - 西村貴世
- 絵コンテ・演出 - 新海誠
- 絵コンテ協力 - 西村貴世、丹治匠
- 作画監督 - 西村貴世、土屋堅一
- 作画監督補佐 - 箕輪博子、中田博文、岸野美智、岩崎たいすけ、田澤潮
- 原画 - 渡辺裕二、原敦彦、立中順平、若林幸子、松田真路、竹内一義、大城勝、佐藤好春、富岡隆司、細田直人、立石聖、草間英興、畑あきお、植田和幸、中村光宣、清水博明、中武学、藤原宏樹、加藤恵子、竹内旭、今野葉、森山悠二郎、大橋学、斉藤里枝、柴田和子、野崎麗子、松山正彦、箕輪博子、中田博文、岸野美智、岩崎たいすけ、田澤潮、土屋堅一、西村貴世
- 美術監督 - 丹治匠
- 美術監督補佐 - 馬島亮子、唐澤晃
- 動画検査 - 玉腰悦子、真野鈴子、元永由美子、中嶋智子
- 色彩設計 - 新海誠
- 色彩設計補佐 - 三木陽子、古川康一
- 色指定・検査 - 野本有香
- 撮影監督 - 新海誠
- 撮影チーフ - 李周美
- 3DCGチーフ - 竹内良貴
- 編集 - 肥田文、新海誠
- アフレコ演出 - 三ツ矢雄二
- アフレコ録音 - 山田陽
- キャスティング - 木田昌美、等々力佐和子
- 整音 - 住谷真
- 音響効果 - 野口透
- デジタル光学録音 - 西尾曻
- 録音スタジオ - 東京テレビセンター
- 音楽 - 天門
- 編曲（一部作曲）- 多田彰文
- 劇伴録音 - 吉田俊之
- フィルム&デジタルラボ - IMAGICA
- 制作 - コミックス・ウェーブ・フィルム
- アニメーション制作協力 - アンサー・スタジオ
- エグゼクティブ・プロデューサー - 川口典孝、永田勝治、安田正樹、太布尚弘、喜多埜裕明
- プロデューサー - 伊藤耕一郎、岩崎篤志、堂下律明、小川智
- 製作委員会 - コミックス・ウェーブ・フィルム、メディアファクトリー、ムービック、マリン・エンタテインメント、Yahoo! Japan
- 配給・宣伝 - メディアファクトリー、コミックス・ウェーブ・フィルム
- パブリシティ - シナジー・リレーションズ
- 協力 - 加納新太、渡辺水央、三坂知絵子、酒井伸和、武井彩、古賀直樹、堀田理恵子、園田正弘、名嘉真法久、長谷川真吾、遠田尚美
  - 助成：文化庁 文化芸術振興費補助金
- スペシャルサンクス - 孫泰蔵、今橋景人、倉田泰輔、國枝信吾、上玉利純宏、上野真太郎、新津正勝、新津博美
- プロジェクト・マネージャー - 川口典孝
- 製作・著作 - 新海クリエイティブ、CMMMY

## 主題歌
「Hello Goodbye & Hello」
作詞・作曲・歌：熊木杏里 / 編曲：清水俊也 / レーベル - ワーナーミュージック・ジャパン

## 星を追う子ども×Peeping Life
コラボレーション企画としてGyaO!特集ページで『Peeping Life』が作品を紹介(?)するCGアニメが配信された。

## 漫画
幾つかの漫画誌にてコミカライズされている。
- 星を追う子ども（原作：新海誠、作画：三谷知子） - 月刊コミックフラッパーにて2011年6月号から2012年8月号まで掲載。全3巻。
- 星を追う子ども アガルタの少年（原作：新海誠、作画：ひだかあさひ） - 月刊コミックジーンにて2011年7月号から2012年3月号まで掲載。全2巻。

## 小説
- 新海誠（原作）、あきさかあさひ（著）、西村貴世、他（イラスト）『星を追う子ども』（MF文庫J）メディアファクトリー、2012年8月刊、ISBN 978-4-8401-4676-0
- 新海誠（原作）、あきさかあさひ（著） 『小説 星を追う子ども』（角川文庫）KADOKAWA、2017年6月刊、ISBN 978-4-04-102631-1
- 新海誠（原作）、あきさかあさひ（著）、ちーこ（イラスト） 『星を追う子ども』（角川つばさ文庫）KADOKAWA、2018年1月刊、ISBN 978-4-04-631710-0

## テレビ放送
| 回数 | テレビ局   | 放送日         | 放送時間      | 放送分数 | 視聴率 | 備考                                                                                   |
| ---- | ---------- | -------------- | ------------- | -------- | ------ | -------------------------------------------------------------------------------------- |
| １   | テレビ朝日 | 2018年1月1日   | 24:20 - 28:00 |          | 1.5%   | 『君の名は。』が地上波初放送されることを記念して 『秒速5センチメートル』とともに放送。 |
| 2    | テレビ朝日 | 2019年6月22日  | 26:30 - 28:30 | 120分    | 1.0%   | 『天気の子』が公開されることを記念して 前日の『秒速5センチメートル』と連日放送。       |
| 3    | テレビ朝日 | 2020年12月29日 | 26:20 - 未定  |          |        | 『天気の子』が地上波初放送されることを記念して 『秒速5センチメートル』とともに放送     |

- 視聴率はビデオリサーチ調べ、関東地区・世帯・リアルタイム。